# Dragoș Stoenescu
Dragoș Constantin Stoenescu (Bukarest, 1979. május 30. –) román válogatott vízilabdázó, olimpikon, a CS Dinamo București kapusa.

## Nemzetközi eredményei
- Világbajnoki 12. hely (Sanghaj, 2011)
- Európa-bajnoki 8. hely (Eindhoven, 2012)
- Olimpiai 10. hely (London, 2012)
- Világbajnoki 13. hely (Barcelona, 2013)
- Európa-bajnoki 8. hely (Budapest, 2014)
- Európa-bajnoki 10. hely (Belgrád, 2016)